# Resurrection (2017)
Resurrection is een Belgische film uit 2017, geschreven en geregisseerd door Kristof Hoornaert.

## Verhaal
Een oude kluizenaar die al jarenlang afgezonderd van de samenleving woont, treft op een dag een halfnaakte jongeman aan in de natuur. Hij neemt de jongeman, die weigert te spreken, uit medelijden in huis. Pas wanneer de politie komt aankloppen, ontdekt hij dat de jongeman gezocht wordt wegens moord. Hij staat nu voor de moeilijke keuze om de jongeman te verklikken of niet.

## Rolverdeling
| Acteur             | Personage       |
| ------------------ | --------------- |
| Johan Leysen       | Oude kluizenaar |
| Kris Cuppens       | Politieman      |
| Gilles De Schryver | Jongeman        |
| Thomas Ryckewaert  | Politieman      |

## Productie
Resurrection is het speelfilmdebuut van regisseur Kristof Hoornaert en ging op 15 oktober 2017 in première op het Film Fest Gent.